# Cesare Prandelli
Claudio Cesare Prandelli (Orzinuovi, 19 agosto 1957) è un allenatore di calcio ed ex calciatore italiano, di ruolo centrocampista, direttore tecnico della nazionale italiana.
Ha giocato in tre squadre: Cremonese, Atalanta e Juventus, squadra con cui ha vinto tre scudetti, una Coppa Italia, una Coppa dei Campioni, una Coppa delle Coppe ed una Supercoppa UEFA. Ha poi allenato per 5 stagioni la Fiorentina dalla stagione 2005-2006 al 2010, anno in cui è diventato commissario tecnico della Nazionale italiana, con la quale è stato finalista al Campionato europeo di calcio 2012 e ha raggiunto il terzo posto alla Confederations Cup 2013.
Nel 2012 si è classificato secondo come miglior commissario tecnico dell'anno IFFHS dietro Vicente del Bosque.

## Biografia
Nato ad Orzinuovi, in provincia di Brescia, fu registrato all'anagrafe come Claudio Cesare. Alla nascita i genitori si accordarono per il nome Cesare, quello del nonno, ma il padre preferiva Claudio, registrandolo come primo nome, tenendo all'oscuro di ciò la famiglia; lo stesso Prandelli scoprì il fatto solamente a sei anni, all'ingresso a scuola. Tale ambiguità si è poi riflettuta nel prosieguo della sua carriera sportiva: da calciatore era conosciuto principalmente col nome di Claudio, come testimoniano le figurine degli album Calciatori Panini, mentre da allenatore si è diffusa prima la dicitura intera Claudio Cesare e poi quella col solo secondo nome Cesare.

Prandelli nel 1984

Nel 1982 sposa Manuela Caffi e dal loro matrimonio nascono Niccolò (1984), preparatore atletico, e Carolina (1987). Il 26 novembre 2007, dopo una lunga malattia, la moglie Manuela muore. Nel 2010 Prandelli ha reso nota la sua relazione con Novella Benini, ex compagna dell'imprenditore Chicco Testa. L'anno seguente è diventato nonno.
Nel 2011 interpreta se stesso in un cameo nel cine-panettone Vacanze di Natale a Cortina.
Nel 2012 Prandelli si schiera contro l'omofobia e nella prefazione del libro di Alessandro Cecchi Paone e Flavio Pagano Il campione innamorato. Giochi proibiti dello sport ha scritto: «Nel mondo del calcio e dello sport resiste ancora il tabù nei confronti dell'omosessualità, mentre ognuno deve vivere liberamente se stesso, i propri desideri e i propri sentimenti».
Vive a Firenze.

## Carriera

### Giocatore
Cresce nella Cremonese, in cui inizia mediano e dal 1974 al 1978 partecipa a tre campionati in Serie C1, uno in Serie B. Passato all'Atalanta, disputa in Serie A coi bergamaschi la stagione 1978-1979, e in 27 partite fa una rete.

Prandelli con la maglia della nella stagione 1979-1980

Dal 1979 al 1985 gioca nella Juventus, con cui vince tre scudetti, una Coppa Italia, una Coppa dei Campioni, una Coppa delle Coppe e una Supercoppa UEFA, senza giocare con continuità. Si rende però utile come jolly, grazie alla sua capacità di interpretare ruoli differenti. Quando ancora si scendeva in campo con i numeri da 1 a 11 aveva conquistato il curioso primato di aver giocato da titolare con 9 numeri differenti (tutti tranne 1 e 9).
Nell'estate del 1985 torna all'Atalanta, e chiude al termine della stagione 1989-1990, dopo 16 gare.

### Allenatore

#### Atalanta
L'Atalanta gli offre il primo contratto d'allenatore degli Allievi. Vince lo scudetto di categoria (1991-1992). La stagione successiva passa alla squadra Primavera, vincendo campionato di categoria (0-3, 3-0 in doppia finale con la Lazio) e Torneo di Viareggio (0-0, 2-0 al Milan in finale). In Coppa Italia è sconfitto dall'Udinese (3-2 ai supplementari al Friuli, andata 1-1). Nell'autunno del 1993 ha una breve parentesi sulla panchina della prima squadra bergamasca: dopo l'esonero di Guidolin la squadra è affidata a Prandelli che, essendo senza patentino, è affiancato da Andrea Valdinoci; la squadra a fine campionato è penultima e retrocede.

#### Lecce, Verona e Venezia
Prandelli resta nelle giovanili orobiche fino al 1997, quando passa al Lecce. All'esordio è sconfitto 2-0 dalla Juventus, a cui seguono 5 sconfitte consecutive. Si dimette il 2 febbraio 1998, dopo 18 gare (14 sconfitte, 2 vittorie, 2 pari), con la squadra in zona retrocessione.
Ottiene i primi risultati di rilievo come allenatore guidando l'Hellas Verona nella stagione 1998-1999, in Serie B, culminata con la vittoria del campionato e conseguente promozione in massima serie. Confermato dalla società scaligera, disputa un'altra stagione positiva chiudendo al 9º posto in Serie A e con la qualificazione all'Intertoto, a cui la società scaligera rinuncia di partecipare. Il 10 giugno 2000 si dimette dall'incarico.
Fa ritorno in cadetteria per allenare il Venezia e ottiene la promozione in massima serie al primo tentativo, chiudendo il campionato al 4º posto. L'anno dopo la dirigenza lagunare, insoddisfatta dei risultati raccolti fino a quel momento, esonera Prandelli dopo 5 sconfitte in 5 gare e l'ultimo posto in classifica a zero punti. Preso dallo sconforto, per rilassarsi inizia a giocare a golf.

#### Parma e parentesi Roma
Nella stagione 2002-2003, guida il Parma al quinto posto in Serie A e qualificazione in Coppa UEFA. L'anno successivo, gli emiliani chiudono nuovamente al quinto posto in classifica, in un anno di problemi societari.
Il 29 maggio 2004 è ingaggiato dalla Roma; si dimette il 26 agosto seguente, prima dell'inizio del campionato, a causa della grave malattia che colpisce la moglie Manuela.

#### Fiorentina

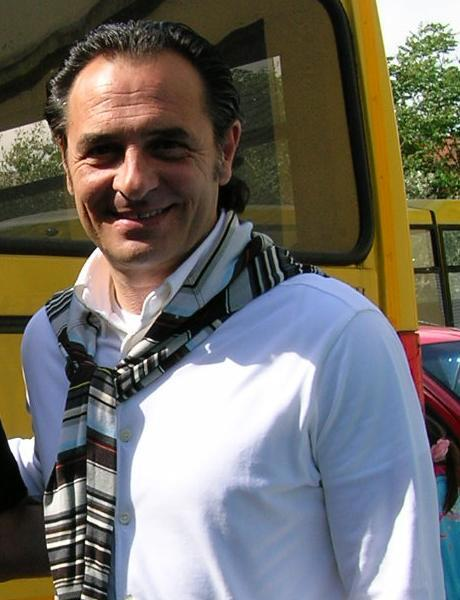
Prandelli nel 2006

Nella stagione 2005-2006 è scelto come allenatore della Fiorentina dal patron Diego Della Valle, prendendo il posto di Dino Zoff. Alla prima stagione viola centra il quarto posto in classifica e accesso ai preliminari di Champions League; in seguito allo scandalo calciopoli, la sentenza della CAF toglie 30 punti alla squadra escludendola dalle coppe europee e costringendo la Fiorentina a iniziare la stagione 2006-2007 con 19 punti di penalizzazione in classifica, che in seguito l'Arbitrato del CONI ridurrà di 4 punti, portandoli a -15.
L'11 dicembre 2006, a seguito della prima stagione positiva coi viola, riceve il premio Panchina d'oro al centro tecnico federale di Coverciano. Nella stagione 2006-2007, a seguito della seconda positiva annata toscana, è insignito della Panchina d'oro; porta infatti la squadra al 6º posto in classifica, centrando la qualificazione in Coppa UEFA dopo un inizio negativo (senza penalizzazione di 15 punti sarebbe arrivato terzo sul campo).
Nella stagione 2007-2008 la Fiorentina disputa un ottimo campionato concludendo il girone di andata al 4º posto, che riuscirà a ottenere alla fine del campionato nonostante la concorrenza del Milan. Rilevante fu anche il percorso in Coppa UEFA: i viola, dopo aver superato il Brann, l'Everton e il PSV Eindhoven si arresero soltanto in semifinale; uscendo sconfitti contro i Glasgow Rangers alla lotteria dei calci di rigore.

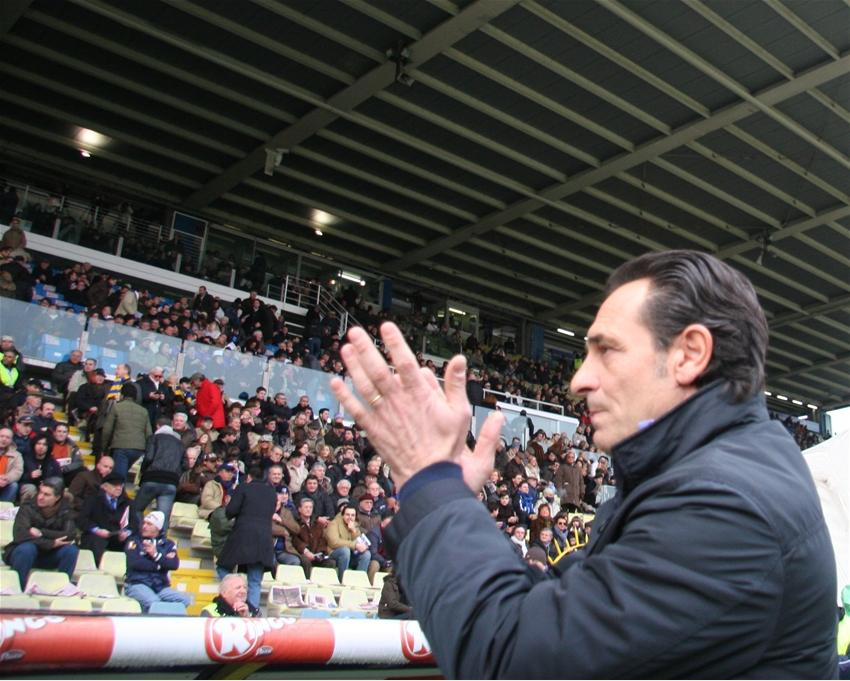
Prandelli saluta il pubblico durante la sfida - del 13 gennaio 2008

Così accede al terzo turno preliminare di Champions League 2008-2009. Qui la Fiorentina venne eliminata nella fase a gironi. Ripescata in Coppa UEFA, la squadra uscì ai sedicesimi contro l'Ajax.
In campionato, dopo una brutta partenza nelle prime partite (2 sconfitte nelle prime 4 gare), la Fiorentina si risolleva finendo di nuovo al quarto posto,qualificandosi per la massima competizione calcistica europea grazie agli scontri diretti favorevoli col Genoa (1-0 a Firenze e 3-3 a Marassi), con cui era giunta pari in classifica (68 punti).
Il 26 settembre 2009, in seguito alla vittoria in campionato sul Livorno, Prandelli ottiene la sua centesima vittoria in 197 partite alla guida della Fiorentina, superando così Fulvio Bernardini in testa alla classifica degli allenatori più vincenti della storia viola. Dopo aver superato la fase a gironi di Champions League da prima classificata con 15 punti e battendo due volte il Liverpool (2-0, 1-2), la Fiorentina viene eliminata agli ottavi dal Bayern Monaco con strascichi di polemiche arbitrali. La squadra arriva in semifinale di Coppa Italia, eliminata dall'Inter di José Mourinho. Il campionato 2009-2010 si conclude con 17 sconfitte per i viola, che chiudono all'11º posto. 
A fine stagione, Prandelli lascia la Fiorentina e diventa CT dell'Italia.

#### Nazionale italiana

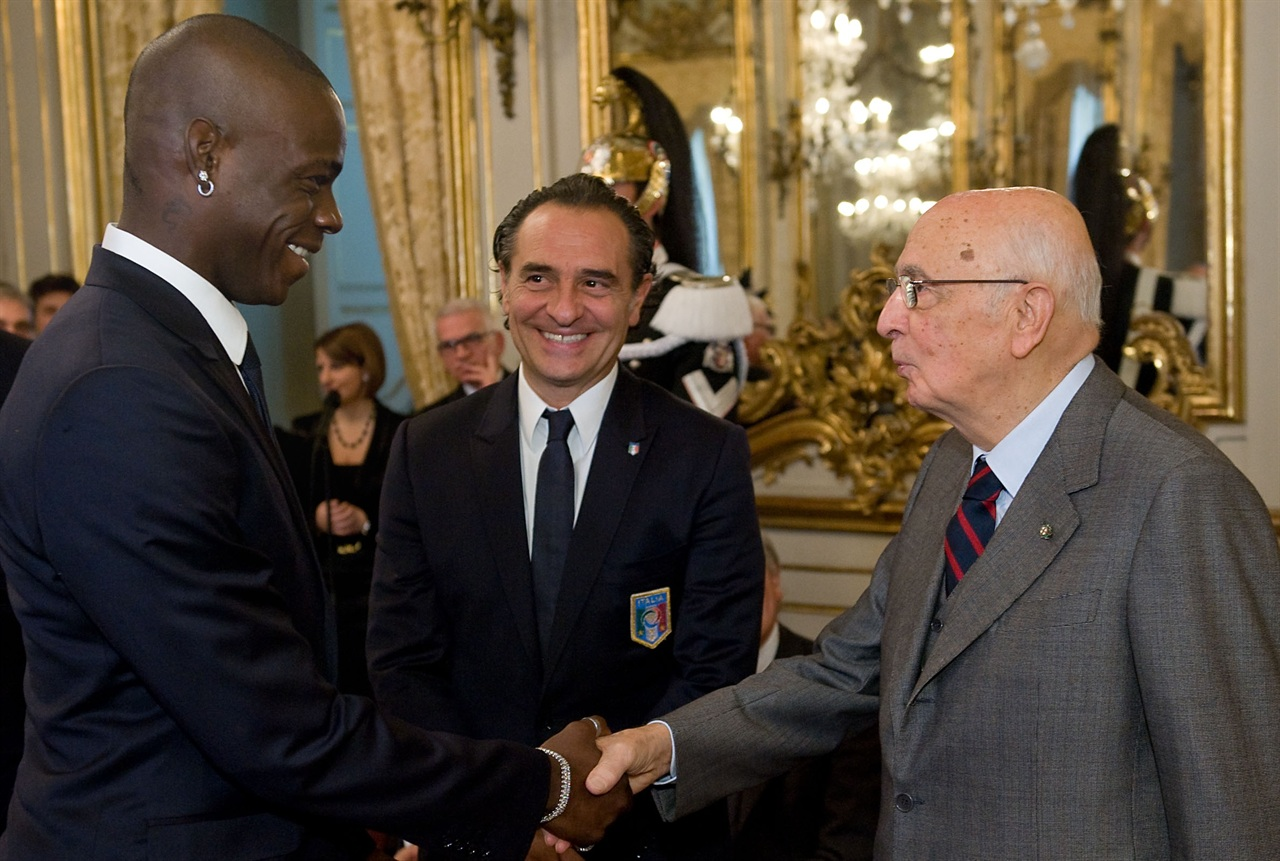
Mario Balotelli e Prandelli con l'allora Presidente della Repubblica Giorgio Napolitano

Il 30 maggio 2010 la FIGC annuncia l'accordo tra il presidente Giancarlo Abete e Cesare Prandelli, che sarà il CT della Nazionale italiana per quattro anni con ingaggio da 3 milioni l'anno, in sostituzione di Marcello Lippi dopo la conclusione del campionato del mondo 2010. Prandelli è presentato il 1º luglio 2010 in conferenza stampa allo stadio Olimpico di Roma. Recupera subito Antonio Cassano, inserisce nel gruppo Mario Balotelli (entrambi esclusi da Lippi nel Mondiale 2010) e nomina Gianluigi Buffon (in recupero da intervento) nuovo capitano della Nazionale dopo l'abbandono di Fabio Cannavaro. Prandelli stabilisce un "codice etico" in base al quale i calciatori che si rendono protagonisti di azioni aggressive e/o antisportive non saranno convocati in Nazionale.
Il 10 agosto debutta ufficialmente sulla panchina azzurra in occasione della sconfitta contro la Costa d'Avorio per 1-0. L'Italia disputa le qualificazioni al campionato europeo 2012 e con la vittoria 1-0 sulla Slovenia il 6 settembre 2011 a Firenze si qualifica alla manifestazione continentale con due gare d'anticipo, ottenendo il record di precocità nella qualificazione al campionato europeo, conseguita con 22 punti in otto gare; nella stessa partita è stabilito il record di imbattibilità nelle qualificazioni europee (644 minuti).

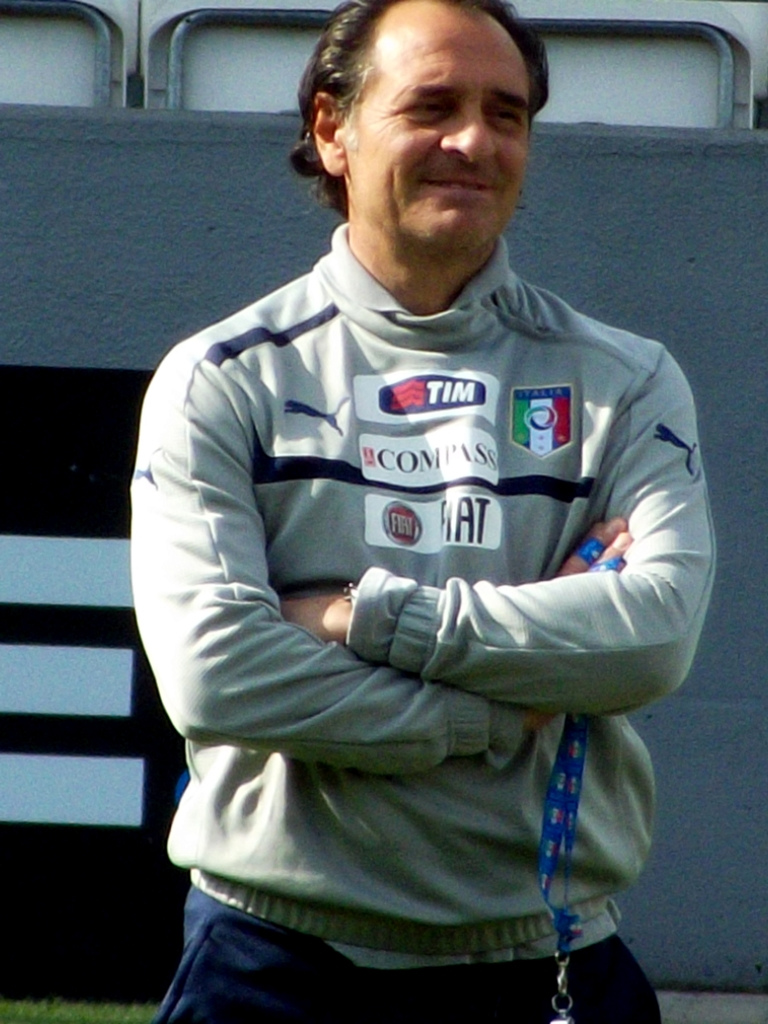
Prandelli dirige un allenamento nel 2012

A dicembre 2011, in pieno scandalo scommesse, Prandelli invita Simone Farina al raduno della Nazionale, in vista della gara del 29 febbraio 2012 tra Azzurri e Stati Uniti, in segno d'apprezzamento per il calciatore che ha rifiutato 200 000 euro (più del doppio del suo compenso stagionale) per "combinare" la partita di Coppa Italia Gubbio-Cesena, denunciando il fatto e facendo partire l'inchiesta sull'Operazione Last Bet. Prima dell'inizio degli Europei 2012, Prandelli assume suo figlio Niccolò nello staff tecnico della Nazionale, precisando che suo figlio non è stato raccomandato da lui, ma ha ottenuto il posto nello staff della Nazionale grazie alla sua professionalità.
Scelti i ventitré giocatori da convocare agli Europei 2012, l'Italia è inserita nel Girone C dove pareggia 1-1 con Spagna, all'epoca detentrice del titolo mondiale e europeo, e Croazia e vince 2-0 con l'Irlanda, risultato che porta l'Italia ai quarti di finale al secondo posto nel girone, dietro la Spagna. Il 24 giugno l'Italia batte l'Inghilterra allenata da Roy Hodgson ai rigori per 4-2 e va in semifinale contro la Germania, battendo anche quest'ultima, il 28 giugno, per 2-1, raggiungendo così la finale con la Spagna. Con la vittoria sui tedeschi, l'Italia di Prandelli si assicura un posto alla Confederations Cup 2013. Il 1º luglio 2012 l'Italia perde 4-0 la finale con la Spagna. Al rientro in Italia, la Nazionale e Prandelli sono stati omaggiati al Quirinale dal presidente della Repubblica Giorgio Napolitano, a cui Prandelli ha regalato la propria medaglia d'argento.
Il 7 settembre 2012, l'Italia esordisce alle qualificazioni per il campionato del mondo 2014 col 2-2 con la Bulgaria.

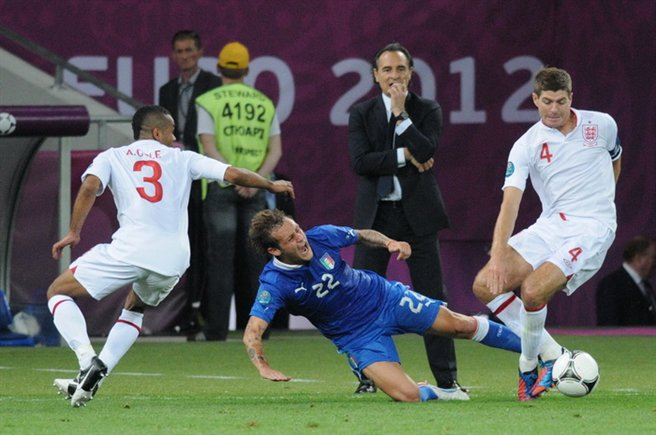
Prandelli (al centro) assiste alla sfida tra Italia e durante i quarti di finale del

Il 3 giugno 2013 rilascia la lista convocati alla Confederations Cup 2013, in cui l'Italia è nel Girone A con Brasile, Giappone, Messico. All'esordio col Messico, l'Italia vince 2-1. La nazionale vince col Giappone 4-3 e perde la terza gara del girone coi padroni di casa del Brasile. In semifinale gli Azzurri sono sconfitti ai rigori dalla Spagna e guadagnano il terzo posto nella competizione battendo ai rigori 3-2 l'Uruguay (2-2 ai tempi regolamentari).
Per l'Italia il campionato del mondo 2014, che si tiene in Brasile, si apre con la vittoria per 2-1 con l'Inghilterra, in cui l'Italia batte il record di passaggi riusciti in un Mondiale con la percentuale del 93,2% (record che durava dal mondiale d'Inghilterra 1966) e segna la quindicesima marcatura consecutiva ai mondiali, record assoluto della competizione. Il torneo comunque si conclude per la seconda volta consecutiva al primo turno, dopo le sconfitte 1-0 con Costa Rica e Uruguay. Subito dopo l'eliminazione il 24 giugno 2014 Prandelli annuncia in conferenza stampa le proprie dimissioni irrevocabili da ct della Nazionale italiana insieme al presidente della FIGC Giancarlo Abete, sebbene la Federazione non approvi la decisione del tecnico. Viene sostituito da Antonio Conte.

#### Galatasaray
L'8 luglio 2014 è ingaggiato dai turchi del Galatasaray per la stagione 2014-2015 per 5 milioni netti a stagione. Debutta il 25 agosto, perdendo la Supercoppa di Turchia col Fenerbahçe ai rigori (ai supplementari 0-0).
In Champions League, sotto la guida del tecnico bresciano, il Galatasaray fornisce una delle peggiori prestazioni della sua storia, raccogliendo solo 1 punto in 5 partite disputate.

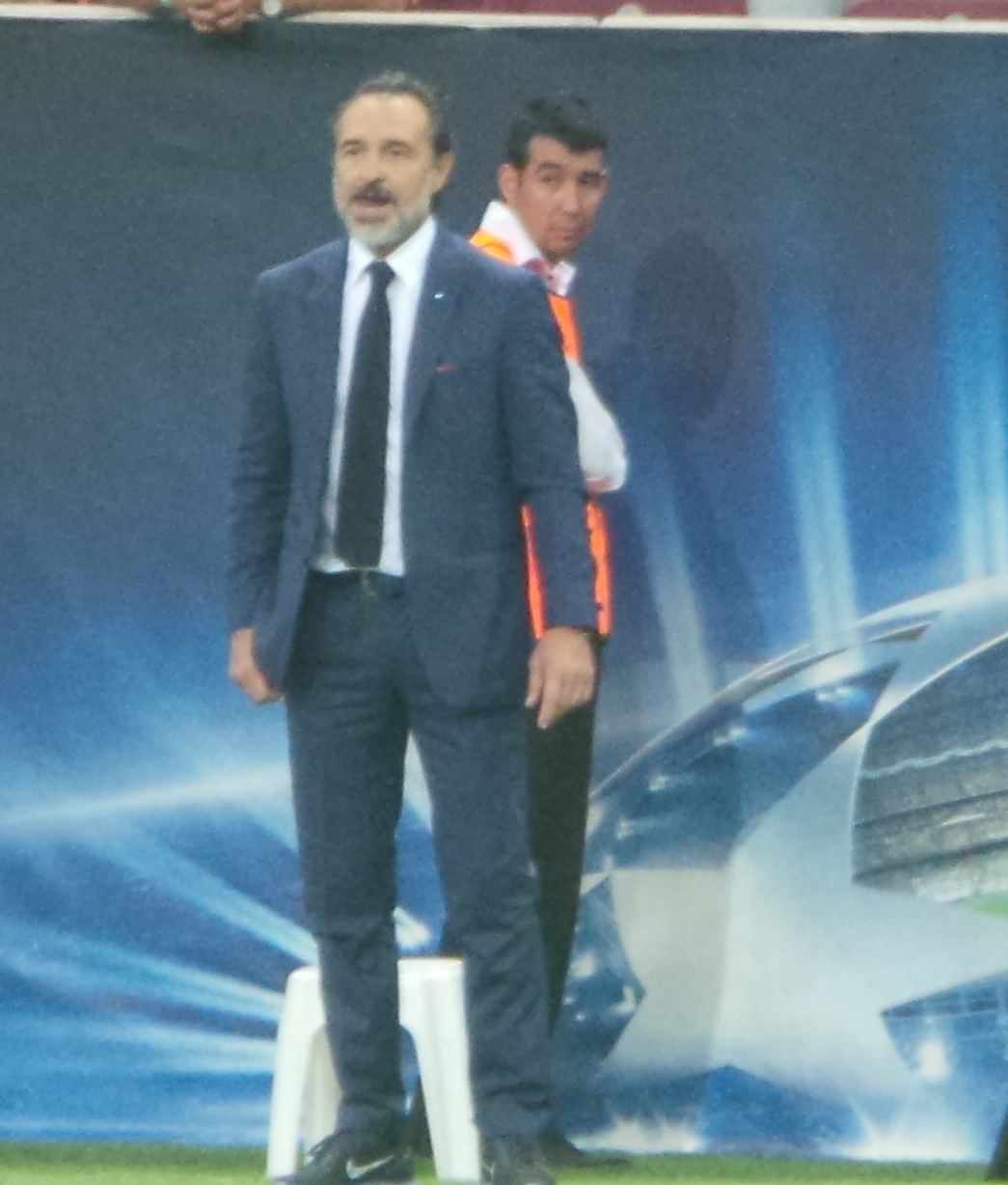
Prandelli nel 2014, alla guida del in una sfida di UEFA Champions League.

Il 27 novembre 2014 è esonerato dopo la sconfitta in trasferta con l'Anderlecht nella fase a gironi di Champions League, che elimina i turchi da qualunque competizione europea. La squadra è in quel momento terza in campionato alle spalle di Fenerbahçe e Beşiktaş e ha patito una sconfitta per 3-0 in casa contro il Trabzonspor.
Al termine dell’incontro i tifosi inferociti per la sconfitta hanno chiesto a gran voce le dimissioni del tecnico italiano, reputato il principale responsabile dell’attuale situazione del club.
In questa breve esperienza turca Prandelli ha collezionato 6 vittorie, 2 pareggi e 8 sconfitte in 16 partite, perdendo il 50% delle gare. L'8 giugno 2015 rescinde il contratto col club turco, con buonuscita di circa 3 milioni di euro per lui e il suo staff composto da Gabriele Pin, Renzo Casellato, Giambattista Venturati, Silvia Berti e Vincenzo Di Palma.

#### Valencia, Al-Nasr e Genoa
Dopo 2 anni di inattività, il 28 settembre 2016 firma un contratto biennale con il Valencia, che alla sesta giornata si trova in quattordicesima posizione nella Liga spagnola. Il 30 dicembre seguente si dimette per divergenze di mercato, non ancora terminato. Prandelli aveva debuttato in Liga con una vittoria a Gijon, poi 3 pareggi e 4 sconfitte e l'addio con la conquista di 6 punti su 24, lasciando il Valencia al 17º posto.
Il 25 maggio 2017 viene ufficializzato il suo ingaggio sulla panchina dell'Al-Nasr, club degli Emirati Arabi Uniti, per la stagione 2017-2018. Il 19 gennaio 2018, dopo l'eliminazione dalla Coppa del Presidente degli Emirati Arabi Uniti viene esonerato. Chiude la sua avventura dopo aver totalizzato 5 vittorie, 2 pareggi e 5 sconfitte con la squadra al terzo posto in campionato.
Il 7 dicembre 2018 viene ingaggiato dal Genoa in sostituzione di Ivan Jurić. Nonostante la vittoria di prestigio contro la Juventus per 2-0 alla 28ª giornata (prima sconfitta stagionale per la squadra bianconera), Prandelli non riesce a dare la sterzata sperata alla stagione del Genoa. La salvezza arriva solo all'ultima giornata grazie al pareggio con la Fiorentina e alla contemporanea sconfitta dell'Empoli con l'Inter: a premiare i rossoblù, arrivati a pari punti con gli azzurri toscani, è il miglior rendimento negli scontri diretti. A fine stagione non viene confermato, venendo sostituito da Andreazzoli, e il 20 giugno rescinde il proprio contratto.

#### Ritorno alla Fiorentina e ritiro
Il 9 novembre 2020 fa ritorno, dopo dieci anni, sulla panchina della Fiorentina, al posto dell'esonerato Giuseppe Iachini. Esordisce in viola il 22 novembre perdendo per 0-1 contro il Benevento, mentre la prima vittoria arriva tre giorni più tardi contro l'Udinese al quarto turno di Coppa Italia (la viola verrà eliminata agli ottavi ai supplementari per mano dell'Inter). Dopo altre 2 sconfitte e 3 pareggi (tutti con il risultato di 1-1), la prima vittoria arriva il 22 dicembre con un netto 3-0 in casa della Juventus. In tutto mette insieme 6 vittorie, 6 pareggi e 11 sconfitte in 23 partite. Il 23 marzo 2021, due giorni dopo la sconfitta casalinga per 2-3 contro il Milan e con la squadra al quattordicesimo posto in classifica, rassegna le dimissioni per motivi personali con una lettera pubblicata sui canali social del club viola, nella quale inoltre asserisce di poter chiudere definitivamente la propria carriera da allenatore.
Il 13 marzo 2023, a due anni dall'ultima esperienza in panchina, annuncia il proprio ritiro.

## Statistiche

### Presenze e reti nei club
| Stagione         | Squadra          | Campionato       | Campionato | Campionato | Coppe nazionali | Coppe nazionali | Coppe nazionali | Coppe continentali | Coppe continentali | Coppe continentali | Altre coppe | Altre coppe | Altre coppe | Totale | Totale |
| Stagione         | Squadra          | Comp             | Pres       | Reti       | Comp            | Pres            | Reti            | Comp               | Pres               | Reti               | Comp        | Pres        | Reti        | Pres   | Reti   |
| ---------------- | ---------------- | ---------------- | ---------- | ---------- | --------------- | --------------- | --------------- | ------------------ | ------------------ | ------------------ | ----------- | ----------- | ----------- | ------ | ------ |
| 1974-1975        | Cremonese        | C                | 3          | 0          | CI-S            | ?               | ?               | -                  | -                  | -                  | -           | -           | -           | 3+     | 0+     |
| 1975-1976        | Cremonese        | C                | 12         | 0          | CI-S            | ?               | ?               | -                  | -                  | -                  | -           | -           | -           | 12+    | 0+     |
| 1976-1977        | Cremonese        | C                | 37         | 2          | CI-S            | ?               | ?               | -                  | -                  | -                  | -           | -           | -           | 37+    | 2+     |
| 1977-1978        | Cremonese        | B                | 36         | 2          | CI              | 1               | 0               | -                  | -                  | -                  | -           | -           | -           | 37     | 2      |
| Totale Cremonese | Totale Cremonese | Totale Cremonese | 88         | 4          |                 | 1+              | 0+              |                    | -                  | -                  |             | -           | -           | 89+    | 4+     |
| 1978-1979        | Atalanta         | A                | 27         | 1          | CI              | 4               | 0               | -                  | -                  | -                  | -           | -           | -           | 31     | 1      |
| 1979-1980        | Juventus         | A                | 18         | 0          | CI              | 2               | 1               | CdC                | 6                  | 0                  | -           | -           | -           | 26     | 1      |
| 1980-1981        | Juventus         | A                | 20         | 0          | CI              | 5               | 1               | CU                 | 4                  | 0                  | TC          | 3           | 0           | 32     | 1      |
| 1981-1982        | Juventus         | A                | 8          | 0          | CI              | 1               | 0               | CC                 | 2                  | 0                  | -           | -           | -           | 11     | 0      |
| 1982-1983        | Juventus         | A                | 15         | 0          | CI              | 9               | 0               | CC                 | 3                  | 0                  | -           | -           | -           | 27     | 0      |
| 1983-1984        | Juventus         | A                | 17         | 0          | CI              | 5               | 0               | CdC                | 4                  | 0                  | -           | -           | -           | 26     | 0      |
| 1984-1985        | Juventus         | A                | 11         | 0          | CI              | 4               | 0               | CC                 | 4                  | 0                  | SU          | 0           | 0           | 19     | 0      |
| Totale Juventus  | Totale Juventus  | Totale Juventus  | 89         | 0          |                 | 26              | 2               |                    | 23                 | 0                  |             | 3           | 0           | 141    | 2      |
| 1985-1986        | Atalanta         | A                | 21         | 0          | CI              | 4               | 0               | -                  | -                  | -                  | TE          | 1+          | 0+          | 26+    | 0+     |
| 1986-1987        | Atalanta         | A                | 29         | 1          | CI              | 11              | 0               | -                  | -                  | -                  | -           | -           | -           | 40     | 1      |
| 1987-1988        | Atalanta         | B                | 8          | 0          | CI              | 4               | 0               | -                  | -                  | -                  | -           | -           | -           | 12     | 0      |
| 1988-1989        | Atalanta         | A                | 15         | 0          | CI              | 3               | 1               | -                  | -                  | -                  | -           | -           | -           | 18     | 1      |
| 1989-1990        | Atalanta         | A                | 16         | 0          | CI              | 1               | 0               | CU                 | 2                  | 0                  | -           | -           | -           | 19     | 0      |
| Totale Atalanta  | Totale Atalanta  | Totale Atalanta  | 116        | 2          |                 | 27              | 1               |                    | 2                  | 0                  |             | 1+          | 0           | 146+   | 2+     |
| Totale carriera  | Totale carriera  | Totale carriera  | 293        | 6          |                 | 54+             | 3+              |                    | 25                 | 0                  |             | 4+          | 0+          | 376+   | 9+     |

### Statistiche da allenatore

#### Club
In grassetto le competizioni vinte.
| Stagione            | Squadra           | Campionato        | Campionato | Campionato | Campionato | Campionato | Coppe nazionali | Coppe nazionali | Coppe nazionali | Coppe nazionali | Coppe nazionali | Coppe continentali | Coppe continentali | Coppe continentali | Coppe continentali | Coppe continentali | Altre coppe | Altre coppe | Altre coppe | Altre coppe | Altre coppe | Totale | Totale | Totale | Totale | % Vittorie | Piazzamento  |
| Stagione            | Squadra           | Comp              | G          | V          | N          | P          | Comp            | G               | V               | N               | P               | Comp               | G                  | V                  | N                  | P                  | Comp        | G           | V           | N           | P           | G      | V      | N      | P      | %          | Piazzamento  |
| ------------------- | ----------------- | ----------------- | ---------- | ---------- | ---------- | ---------- | --------------- | --------------- | --------------- | --------------- | --------------- | ------------------ | ------------------ | ------------------ | ------------------ | ------------------ | ----------- | ----------- | ----------- | ----------- | ----------- | ------ | ------ | ------ | ------ | ---------- | ------------ |
| nov. 1993-1994      | Atalanta          | A                 | 24         | 3          | 9          | 12         | CI              | 2               | 0               | 1               | 1               | -                  | -                  | -                  | -                  | -                  | -           | -           | -           | -           | -           | 26     | 3      | 10     | 13     | 11,54      | Sub. 17º     |
| 1997-feb. 1998      | Lecce             | A                 | 18         | 3          | 2          | 13         | CI              | 6               | 2               | 2               | 2               | -                  | -                  | -                  | -                  | -                  | -           | -           | -           | -           | -           | 24     | 5      | 4      | 15     | 20,83      | Dimis.       |
| 1998-1999           | Verona            | B                 | 38         | 18         | 12         | 8          | CI              | 4               | 2               | 1               | 1               | -                  | -                  | -                  | -                  | -                  | -           | -           | -           | -           | -           | 42     | 20     | 13     | 9      | 47,62      | 1º (prom.)   |
| 1999-2000           | Verona            | A                 | 34         | 10         | 13         | 11         | CI              | 2               | 0               | 0               | 2               | -                  | -                  | -                  | -                  | -                  | -           | -           | -           | -           | -           | 36     | 10     | 13     | 13     | 27,78      | 9º           |
| Totale Verona       | Totale Verona     | Totale Verona     | 72         | 28         | 25         | 19         |                 | 6               | 2               | 1               | 3               |                    | -                  | -                  | -                  | -                  |             | -           | -           | -           | -           | 78     | 30     | 26     | 22     | 38,46      |              |
| 2000-2001           | Venezia           | B                 | 38         | 19         | 12         | 7          | CI              | 7               | 3               | 3               | 1               | -                  | -                  | -                  | -                  | -                  | -           | -           | -           | -           | -           | 45     | 22     | 15     | 8      | 48,89      | 4º (prom.)   |
| ago.-set. 2001      | Venezia           | A                 | 5          | 0          | 0          | 5          | CI              | 3               | 1               | 2               | 0               | -                  | -                  | -                  | -                  | -                  | -           | -           | -           | -           | -           | 8      | 1      | 2      | 5      | 12,50      | Eson.        |
| Totale Venezia      | Totale Venezia    | Totale Venezia    | 43         | 19         | 12         | 12         |                 | 10              | 4               | 5               | 1               |                    | -                  | -                  | -                  | -                  |             | -           | -           | -           | -           | 53     | 23     | 17     | 13     | 43,40      |              |
| 2002-2003           | Parma             | A                 | 34         | 15         | 11         | 8          | CI              | 2               | 1               | 0               | 1               | CU                 | 4                  | 2                  | 1                  | 1                  | SI          | 1           | 0           | 0           | 1           | 41     | 18     | 12     | 11     | 43,90      | 5º           |
| 2003-2004           | Parma             | A                 | 34         | 16         | 10         | 8          | CI              | 4               | 1               | 1               | 2               | CU                 | 6                  | 3                  | 1                  | 2                  | -           | -           | -           | -           | -           | 44     | 20     | 12     | 12     | 45,45      | 5º           |
| Totale Parma        | Totale Parma      | Totale Parma      | 68         | 31         | 21         | 16         |                 | 6               | 2               | 1               | 3               |                    | 10                 | 5                  | 2                  | 3                  |             | -           | -           | -           | -           | 85     | 38     | 24     | 23     | 44,71      |              |
| 2005-2006           | Fiorentina        | A                 | 38         | 22         | 8          | 8          | CI              | 5               | 3               | 1               | 1               | -                  | -                  | -                  | -                  | -                  | -           | -           | -           | -           | -           | 43     | 25     | 9      | 9      | 58,14      | 9º           |
| 2006-2007           | Fiorentina        | A                 | 38         | 21         | 10         | 7          | CI              | 2               | 1               | 0               | 1               | -                  | -                  | -                  | -                  | -                  | -           | -           | -           | -           | -           | 40     | 22     | 10     | 8      | 55,00      | 6º           |
| 2007-2008           | Fiorentina        | A                 | 38         | 19         | 9          | 10         | CI              | 4               | 3               | 0               | 1               | CU                 | 14                 | 6                  | 6                  | 2                  | -           | -           | -           | -           | -           | 56     | 28     | 15     | 13     | 50,00      | 4º           |
| 2008-2009           | Fiorentina        | A                 | 38         | 21         | 5          | 12         | CI              | 1               | 0               | 0               | 1               | UCL+CU             | 8+2                | 2+0                | 4+1                | 2+1                | -           | -           | -           | -           | -           | 49     | 23     | 10     | 16     | 46,94      | 4º           |
| 2009-2010           | Fiorentina        | A                 | 38         | 13         | 8          | 17         | CI              | 4               | 2               | 0               | 2               | UCL                | 10                 | 6                  | 2                  | 2                  | -           | -           | -           | -           | -           | 52     | 21     | 10     | 21     | 40,38      | 11º          |
| ago.-nov. 2014      | Galatasaray       | SL                | 10         | 6          | 1          | 3          | TK              | 0               | 0               | 0               | 0               | UCL                | 5                  | 0                  | 1                  | 4                  | ST          | 1           | 0           | 1           | 0           | 16     | 6      | 3      | 7      | 37,50      | Eson.        |
| set.-dic. 2016      | Valencia          | PD                | 8          | 1          | 3          | 4          | CR              | 2               | 2               | 0               | 0               | -                  | -                  | -                  | -                  | -                  | -           | -           | -           | -           | -           | 10     | 3      | 3      | 4      | 30,00      | Sub., Dimis. |
| 2017-gen. 2018      | Al-Nasr           | UAE               | 12         | 5          | 2          | 5          | CEA+EC          | 1+6             | 0+3             | 1+2             | 0+1             | -                  | -                  | -                  | -                  | -                  | -           | -           | -           | -           | -           | 19     | 8      | 5      | 6      | 42,11      | Eson.        |
| dic. 2018-2019      | Genoa             | A                 | 24         | 4          | 11         | 9          | CI              | -               | -               | -               | -               | -                  | -                  | -                  | -                  | -                  | -           | -           | -           | -           | -           | 24     | 4      | 11     | 9      | 16,67      | Sub. 17º     |
| nov. 2020-mar. 2021 | Fiorentina        | A                 | 21         | 5          | 6          | 10         | CI              | 2               | 1               | 0               | 1               | -                  | -                  | -                  | -                  | -                  | -           | -           | -           | -           | -           | 23     | 6      | 6      | 11     | 26,09      | Sub., Dimis. |
| Totale Fiorentina   | Totale Fiorentina | Totale Fiorentina | 211        | 101        | 46         | 64         |                 | 18              | 10              | 1               | 7               |                    | 34                 | 14                 | 13                 | 7                  |             | -           | -           | -           | -           | 263    | 125    | 60     | 78     | 47,53      |              |
| Totale carriera     | Totale carriera   | Totale carriera   | 490        | 201        | 132        | 157        |                 | 57              | 25              | 14              | 18              |                    | 49                 | 19                 | 16                 | 14                 |             | 2           | 0           | 1           | 1           | 598    | 245    | 163    | 190    | 40,97      |              |

#### Nazionale
| Squadra | Naz               | dal            | al             | Record | Record | Record | Record     | Record | Record | Record | Record |
| G       | V                 | N              | P              | GF     | GS     | DR     | Vittorie % |        |        |        |        |
| ------- | ----------------- | -------------- | -------------- | ------ | ------ | ------ | ---------- | ------ | ------ | ------ | ------ |
| Italia  | Italia (bandiera) | 1º luglio 2010 | 24 giugno 2014 | 56     | 23     | 20     | 13         | 81     | 58     | +23    | 41,07  |

#### Nazionale nel dettaglio
| 2010             | Italia        | Qual. Euro 2012         | 1º nel gruppo C, qualificato | 4  | 3  | 1  | 0  | 75,00 | 10 | 1  | +9  |
| 2011             | Italia        | Qual. Euro 2012         | 1º nel gruppo C, qualificato | 6  | 5  | 1  | 0  | 83,33 | 10 | 1  | +9  |
| giu.-lug. 2012   | Italia        | Europeo 2012            | 2º                           | 6  | 2  | 3  | 1  | 33,33 | 6  | 7  | -1  |
| 2012             | Italia        | Qual. Mondiale 2014     | 1º nel gruppo 8, qualificato | 4  | 3  | 1  | 0  | 75,00 | 10 | 4  | +6  |
| 2013             | Italia        | Qual. Mondiale 2014     | 1º nel gruppo 8, qualificato | 6  | 3  | 3  | 0  | 50,00 | 9  | 5  | +4  |
| giu. 2013        | Italia        | Confederations Cup 2013 | 3º                           | 5  | 2  | 2  | 1  | 40,00 | 10 | 10 | 0   |
| 2014             | Italia        | Mondiale 2014           | 3º nel gruppo D              | 3  | 1  | 0  | 2  | 33,33 | 2  | 3  | -1  |
| Dal 2010 al 2014 | Italia        | Amichevoli              |                              | 22 | 4  | 9  | 9  | 18,18 | 24 | 27 | -3  |
| Totale Italia    | Totale Italia | Totale Italia           | Totale Italia                | 56 | 23 | 20 | 13 | 41,07 | 81 | 58 | +23 |

#### Panchine da commissario tecnico della nazionale italiana
| Cronologia completa delle presenze e delle reti in nazionale ― Italia | Cronologia completa delle presenze e delle reti in nazionale ― Italia | Cronologia completa delle presenze e delle reti in nazionale ― Italia | Cronologia completa delle presenze e delle reti in nazionale ― Italia | Cronologia completa delle presenze e delle reti in nazionale ― Italia | Cronologia completa delle presenze e delle reti in nazionale ― Italia | Cronologia completa delle presenze e delle reti in nazionale ― Italia              | Cronologia completa delle presenze e delle reti in nazionale ― Italia |
| Data                                                                  | Città                                                                 | In casa                                                               | Risultato                                                             | Ospiti                                                                | Competizione                                                          | Reti                                                                               | Note                                                                  |
| --------------------------------------------------------------------- | --------------------------------------------------------------------- | --------------------------------------------------------------------- | --------------------------------------------------------------------- | --------------------------------------------------------------------- | --------------------------------------------------------------------- | ---------------------------------------------------------------------------------- | --------------------------------------------------------------------- |
| 10-8-2010                                                             | Londra                                                                | Italia                                                                | 0 – 1                                                                 | Costa d'Avorio                                                        | Amichevole                                                            | -                                                                                  | Cap:D. De Rossi                                                       |
| 3-9-2010                                                              | Tallinn                                                               | Estonia                                                               | 1 – 2                                                                 | Italia                                                                | Qual. Euro 2012                                                       | Antonio Cassano Leonardo Bonucci                                                   | Cap:A. Pirlo                                                          |
| 7-9-2010                                                              | Firenze                                                               | Italia                                                                | 5 – 0                                                                 | Fær Øer                                                               | Qual. Euro 2012                                                       | Alberto Gilardino Daniele De Rossi Antonio Cassano Fabio Quagliarella Andrea Pirlo | Cap:A. Pirlo                                                          |
| 8-10-2010                                                             | Belfast                                                               | Irlanda del Nord                                                      | 0 – 0                                                                 | Italia                                                                | Qual. Euro 2012                                                       | -                                                                                  | Cap:A. Pirlo                                                          |
| 12-10-2010                                                            | Genova                                                                | Italia                                                                | 3 – 0 tav                                                             | Serbia                                                                | Qual. Euro 2012                                                       | -                                                                                  | Cap:G. Zambrotta                                                      |
| 17-11-2010                                                            | Klagenfurt                                                            | Romania                                                               | 1 – 1                                                                 | Italia                                                                | Amichevole                                                            | autorete                                                                           | Cap:G. Rossi                                                          |
| 9-2-2011                                                              | Dortmund                                                              | Germania                                                              | 1 – 1                                                                 | Italia                                                                | Amichevole                                                            | Giuseppe Rossi                                                                     | Cap:G. Buffon                                                         |
| 25-3-2011                                                             | Lubiana                                                               | Slovenia                                                              | 0 – 1                                                                 | Italia                                                                | Qual. Euro 2012                                                       | Thiago Motta                                                                       | Cap:G. Buffon                                                         |
| 29-3-2011                                                             | Kiev                                                                  | Ucraina                                                               | 0 – 2                                                                 | Italia                                                                | Amichevole                                                            | Giuseppe Rossi Alessandro Matri                                                    | Cap:A. Gilardino                                                      |
| 3-6-2011                                                              | Modena                                                                | Italia                                                                | 3 – 0                                                                 | Estonia                                                               | Qual. Euro 2012                                                       | Giuseppe Rossi Antonio Cassano Giampaolo Pazzini                                   | Cap:G. Buffon                                                         |
| 7-6-2011                                                              | Liegi                                                                 | Italia                                                                | 0 – 2                                                                 | Irlanda                                                               | Amichevole                                                            | -                                                                                  | Cap:A. Pirlo                                                          |
| 10-8-2011                                                             | Bari                                                                  | Italia                                                                | 2 – 1                                                                 | Spagna                                                                | Amichevole                                                            | Riccardo Montolivo Alberto Aquilani                                                | Cap:A. Cassano                                                        |
| 2-9-2011                                                              | Tórshavn                                                              | Fær Øer                                                               | 0 – 1                                                                 | Italia                                                                | Qual. Euro 2012                                                       | Antonio Cassano                                                                    | Cap:G. Buffon                                                         |
| 6-9-2011                                                              | Firenze                                                               | Italia                                                                | 1 – 0                                                                 | Slovenia                                                              | Qual. Euro 2012                                                       | Giampaolo Pazzini                                                                  | Cap:G. Buffon                                                         |
| 7-10-2011                                                             | Belgrado                                                              | Serbia                                                                | 1 – 1                                                                 | Italia                                                                | Qual. Euro 2012                                                       | Claudio Marchisio                                                                  | Cap:G. Buffon                                                         |
| 11-10-2011                                                            | Pescara                                                               | Italia                                                                | 3 – 0                                                                 | Irlanda del Nord                                                      | Qual. Euro 2012                                                       | 2 Antonio Cassano autorete                                                         | Cap:G. Buffon                                                         |
| 11-11-2011                                                            | Breslavia                                                             | Polonia                                                               | 0 – 2                                                                 | Italia                                                                | Amichevole                                                            | Mario Balotelli Giampaolo Pazzini                                                  | Cap:G. Buffon                                                         |
| 15-11-2011                                                            | Roma                                                                  | Italia                                                                | 0 – 1                                                                 | Uruguay                                                               | Amichevole                                                            | -                                                                                  | Cap:G. Buffon                                                         |
| 29-2-2012                                                             | Genova                                                                | Italia                                                                | 0 – 1                                                                 | Stati Uniti                                                           | Amichevole                                                            | -                                                                                  | Cap:G. Buffon                                                         |
| 2-6-2012                                                              | Zurigo                                                                | Italia                                                                | 0 – 3                                                                 | Russia                                                                | Amichevole                                                            | -                                                                                  | Cap:G. Buffon                                                         |
| 10-6-2012                                                             | Danzica                                                               | Spagna                                                                | 1 – 1                                                                 | Italia                                                                | Euro 2012 - 1º turno                                                  | Antonio Di Natale                                                                  | Cap:G. Buffon                                                         |
| 14-6-2012                                                             | Poznań                                                                | Italia                                                                | 1 – 1                                                                 | Croazia                                                               | Euro 2012 - 1º turno                                                  | Andrea Pirlo                                                                       | Cap:G. Buffon                                                         |
| 18-6-2012                                                             | Poznań                                                                | Italia                                                                | 2 – 0                                                                 | Irlanda                                                               | Euro 2012 - 1º turno                                                  | Antonio Cassano Mario Balotelli                                                    | Cap:G. Buffon                                                         |
| 24-6-2012                                                             | Kiev                                                                  | Inghilterra                                                           | 0 – 0 dts (2-4 dtr)                                                   | Italia                                                                | Euro 2012 - Quarti di finale                                          | -                                                                                  | Cap:G.Buffon                                                          |
| 28-6-2012                                                             | Varsavia                                                              | Germania                                                              | 1 – 2                                                                 | Italia                                                                | Euro 2012 - Semifinale                                                | 2 Mario Balotelli                                                                  | Cap:G. Buffon                                                         |
| 1-7-2012                                                              | Kiev                                                                  | Spagna                                                                | 4 – 0                                                                 | Italia                                                                | Euro 2012 - Finale                                                    | -                                                                                  | Cap:G. Buffon                                                         |
| 15-8-2012                                                             | Berna                                                                 | Italia                                                                | 1 – 2                                                                 | Inghilterra                                                           | Amichevole                                                            | Daniele De Rossi                                                                   | Cap:D. De Rossi                                                       |
| 7-9-2012                                                              | Sofia                                                                 | Bulgaria                                                              | 2 – 2                                                                 | Italia                                                                | Qual. Mondiali 2014                                                   | 2 Pablo Osvaldo                                                                    | Cap:G. Buffon                                                         |
| 11-9-2012                                                             | Modena                                                                | Italia                                                                | 2 – 0                                                                 | Malta                                                                 | Qual. Mondiali 2014                                                   | Mattia Destro Federico Peluso                                                      | Cap:G. Buffon                                                         |
| 12-10-2012                                                            | Erevan                                                                | Armenia                                                               | 1 – 3                                                                 | Italia                                                                | Qual. Mondiali 2014                                                   | Andrea Pirlo Daniele De Rossi Pablo Osvaldo                                        | Cap:G. Buffon                                                         |
| 16-10-2012                                                            | Milano                                                                | Italia                                                                | 3 – 1                                                                 | Danimarca                                                             | Qual. Mondiali 2014                                                   | Riccardo Montolivo Daniele De Rossi Mario Balotelli                                | Cap:A. Pirlo                                                          |
| 14-11-2012                                                            | Parma                                                                 | Italia                                                                | 1 – 2                                                                 | Francia                                                               | Amichevole                                                            | Stephan El Shaarawy                                                                | Cap:G. Chiellini                                                      |
| 6-2-2013                                                              | Amsterdam                                                             | Paesi Bassi                                                           | 1 – 1                                                                 | Italia                                                                | Amichevole                                                            | Marco Verratti                                                                     | Cap:G. Buffon                                                         |
| 21-3-2013                                                             | Ginevra                                                               | Brasile                                                               | 2 – 2                                                                 | Italia                                                                | Amichevole                                                            | Daniele De Rossi Mario Balotelli                                                   | Cap:G. Buffon                                                         |
| 26-3-2013                                                             | Ta' Qali                                                              | Malta                                                                 | 0 – 2                                                                 | Italia                                                                | Qual. Mondiali 2014                                                   | 2 Mario Balotelli                                                                  | Cap:G. Buffon                                                         |
| 31-5-2013                                                             | Bologna                                                               | Italia                                                                | 4 – 0                                                                 | San Marino                                                            | Amichevole                                                            | Andrea Poli Alberto Gilardino Andrea Pirlo Alberto Aquilani                        | Cap:G. Buffon                                                         |
| 7-6-2013                                                              | Praga                                                                 | Rep. Ceca                                                             | 0 – 0                                                                 | Italia                                                                | Qual. Mondiali 2014                                                   | -                                                                                  | Cap:G. Buffon                                                         |
| 11-6-2013                                                             | Rio de Janeiro                                                        | Italia                                                                | 2 – 2                                                                 | Haiti                                                                 | Amichevole                                                            | Emanuele Giaccherini Claudio Marchisio                                             | Cap:A. Gilardino                                                      |
| 16-6-2013                                                             | Rio de Janeiro                                                        | Messico                                                               | 1 – 2                                                                 | Italia                                                                | Conf. Cup 2013 - 1º turno                                             | Andrea Pirlo Mario Balotelli                                                       | Cap:G. Buffon                                                         |
| 19-6-2013                                                             | Recife                                                                | Italia                                                                | 4 – 3                                                                 | Giappone                                                              | Conf. Cup 2013 - 1º turno                                             | Daniele De Rossi autorete Mario Balotelli Sebastian Giovinco                       | Cap:G. Buffon                                                         |
| 22-6-2013                                                             | Salvador de Bahia                                                     | Brasile                                                               | 4 – 2                                                                 | Italia                                                                | Conf. Cup 2013 - 1º turno                                             | Emanuele Giaccherini Giorgio Chiellini                                             | Cap:G. Buffon                                                         |
| 27-6-2013                                                             | Fortaleza                                                             | Spagna                                                                | 0 – 0 dts (7-6 dtr)                                                   | Italia                                                                | Conf. Cup 2013 - Semifinale                                           | -                                                                                  | Cap:G. Buffon                                                         |
| 30-6-2013                                                             | Salvador de Bahia                                                     | Uruguay                                                               | 2 – 2 dts (2-3 dtr)                                                   | Italia                                                                | Conf. Cup 2013 - Finale 3º posto                                      | Davide Astori Alessandro Diamanti                                                  | Cap:G. Buffon                                                         |
| 14-8-2013                                                             | Roma                                                                  | Italia                                                                | 1 – 2                                                                 | Argentina                                                             | Amichevole                                                            | Lorenzo Insigne                                                                    | Cap:G. Buffon                                                         |
| 6-9-2013                                                              | Palermo                                                               | Italia                                                                | 1 – 0                                                                 | Bulgaria                                                              | Qual. Mondiali 2014                                                   | Alberto Gilardino                                                                  | Cap:G. Buffon                                                         |
| 10-9-2013                                                             | Torino                                                                | Italia                                                                | 2 – 1                                                                 | Rep. Ceca                                                             | Qual. Mondiali 2014                                                   | Giorgio Chiellini Mario Balotelli                                                  | Cap:G. Buffon                                                         |
| 11-10-2013                                                            | Copenaghen                                                            | Danimarca                                                             | 2 – 2                                                                 | Italia                                                                | Qual. Mondiali 2014                                                   | Pablo Osvaldo Alberto Aquilani                                                     | Cap:G. Buffon                                                         |
| 15-10-2013                                                            | Napoli                                                                | Italia                                                                | 2 – 2                                                                 | Armenia                                                               | Qual. Mondiali 2014                                                   | Alessandro Florenzi Mario Balotelli                                                | Cap:A. Pirlo                                                          |
| 15-11-2013                                                            | Milano                                                                | Italia                                                                | 1 – 1                                                                 | Germania                                                              | Amichevole                                                            | Ignazio Abate                                                                      | Cap:G. Buffon                                                         |
| 18-11-2013                                                            | Londra                                                                | Italia                                                                | 2 – 2                                                                 | Nigeria                                                               | Amichevole                                                            | Giuseppe Rossi Emanuele Giaccherini                                                | Cap:R. Montolivo                                                      |
| 5-3-2014                                                              | Madrid                                                                | Spagna                                                                | 1 – 0                                                                 | Italia                                                                | Amichevole                                                            | -                                                                                  | Cap:G. Buffon                                                         |
| 31-5-2014                                                             | Londra                                                                | Italia                                                                | 0 – 0                                                                 | Irlanda                                                               | Amichevole                                                            | -                                                                                  | Cap:R. Montolivo                                                      |
| 4-6-2014                                                              | Perugia                                                               | Italia                                                                | 1 – 1                                                                 | Lussemburgo                                                           | Amichevole                                                            | Claudio Marchisio                                                                  | Cap:G.Buffon                                                          |
| 15-6-2014                                                             | Manaus                                                                | Italia                                                                | 2 – 1                                                                 | Inghilterra                                                           | Mondiali 2014 - 1º turno                                              | Claudio Marchisio Mario Balotelli                                                  | Cap:A. Pirlo                                                          |
| 20-6-2014                                                             | Recife                                                                | Italia                                                                | 0 – 1                                                                 | Costa Rica                                                            | Mondiali 2014 - 1º turno                                              | -                                                                                  | Cap:G.Buffon                                                          |
| 24-6-2014                                                             | Natal                                                                 | Italia                                                                | 0 – 1                                                                 | Uruguay                                                               | Mondiali 2014 - 1º turno                                              | -                                                                                  | Cap:G.Buffon                                                          |
| Totale                                                                |                                                                       | Presenze                                                              | 56                                                                    |                                                                       | Reti                                                                  | 81                                                                                 |                                                                       |

## Palmarès

### Giocatore

#### Competizioni nazionali
- Serie C: 1

Cremonese: 1976-1977
- Campionato italiano: 3

Juventus: 1980-1981, 1981-1982, 1983-1984
- Coppa Italia: 1

Juventus: 1982-1983

#### Competizioni internazionali
- Coppa delle Coppe: 1

Juventus: 1983-1984
- Supercoppa UEFA: 1

Juventus: 1984
- Coppa dei Campioni: 1

Juventus: 1984-1985

### Allenatore

#### Club

##### Competizioni giovanili
- Campionato Allievi Nazionali: 1

Atalanta: 1991-1992
- Campionato Primavera: 1

Atalanta: 1992-1993
- Torneo di Viareggio: 1

Atalanta: 1993

##### Competizioni nazionali
- Campionato italiano di Serie B: 1

Verona: 1998-1999

#### Individuale
- Panchina d'oro: 2[26]

2005-2006, 2006-2007
- L'allenatore dei sogni: 1

2006
- Oscar del calcio AIC: 1

Migliore allenatore: 2008
- Premio Facchetti: 1

2009
- Premio Nazionale Enzo Bearzot: 1

2011